# Кинали
Кинали, Канали или Кънали (на гръцки: Κοκκινόχωμα, Кокинохома, до 1926 година Κίναλη, Кинали) е село в Гърция, дем Кушница, област Източна Македония и Тракия.

## География
Селото е разположено на 140 m надморска височина, на 10 km западно от Кавала в северните склонове на Люти рид (Символо).

## История

### В Османската империя
В 1889 година Стефан Веркович („Топографическо-этнографическій очеркъ Македоніи“) пише за Кинали:
| „ | Каналия, мохамеданско село; има 1 джамия; жителите са помаци. От града е на 2 часа разстояние. | “ |

В края на XIX век Васил Кънчов определя Канали като селище, в което между мюсюлманското население има и 100 – 150 къщи помаци. Съгласно статистиката на Кънчов („Македония. Етнография и статистика“) към 1900 година Канали е смесено турско и помашко селище. В него живеят 300 българи мохамедани и 300 турци. Според гръцката статистика, през 1913 година в Кинали (Κιναλή) живеят 577 души.

### В Гърция
В 1923 година жителите на Кинали са изселени в Турция по силата на Лозанския договор и на тяхно място са заселени гърци бежанци. През 1926 година името на селото е сменено от Кинали (Κίναλη) на Кокинохома (Κοκκινόχωμα). До 1928 година в Канали са заселени 152 гръцки семейства с 621 души - бежанци от Турция. Българска статистика от 1941 година показва 450 жители.
Населението произвежда големи количества тютюн, пшеница, царевица, грах, овошки и детелина, като е добре развито и краварството.
| Име      | Име      | Ново име  | Ново име    | Описание                               |
| -------- | -------- | --------- | ----------- | -------------------------------------- |
| Пренчово | Πρέτζοβα | Андерисма | 'Αντέρεισμα | връх в Люти рид (472 m), ЮИ над Кинали |

| Година    | 1913 | 1920 | 1928 | 1940 | 1951 | 1961 | 1971 | 1981 | 1991 | 2001 | 2011  | 2021 |
| --------- | ---- | ---- | ---- | ---- | ---- | ---- | ---- | ---- | ---- | ---- | ----- | ---- |
| Население | 577  | 622  | 680  | 1024 | 1547 | 1677 | 1185 | 1165 | 1312 | 1746 | 71472 | 1284 |